# 总裁首选

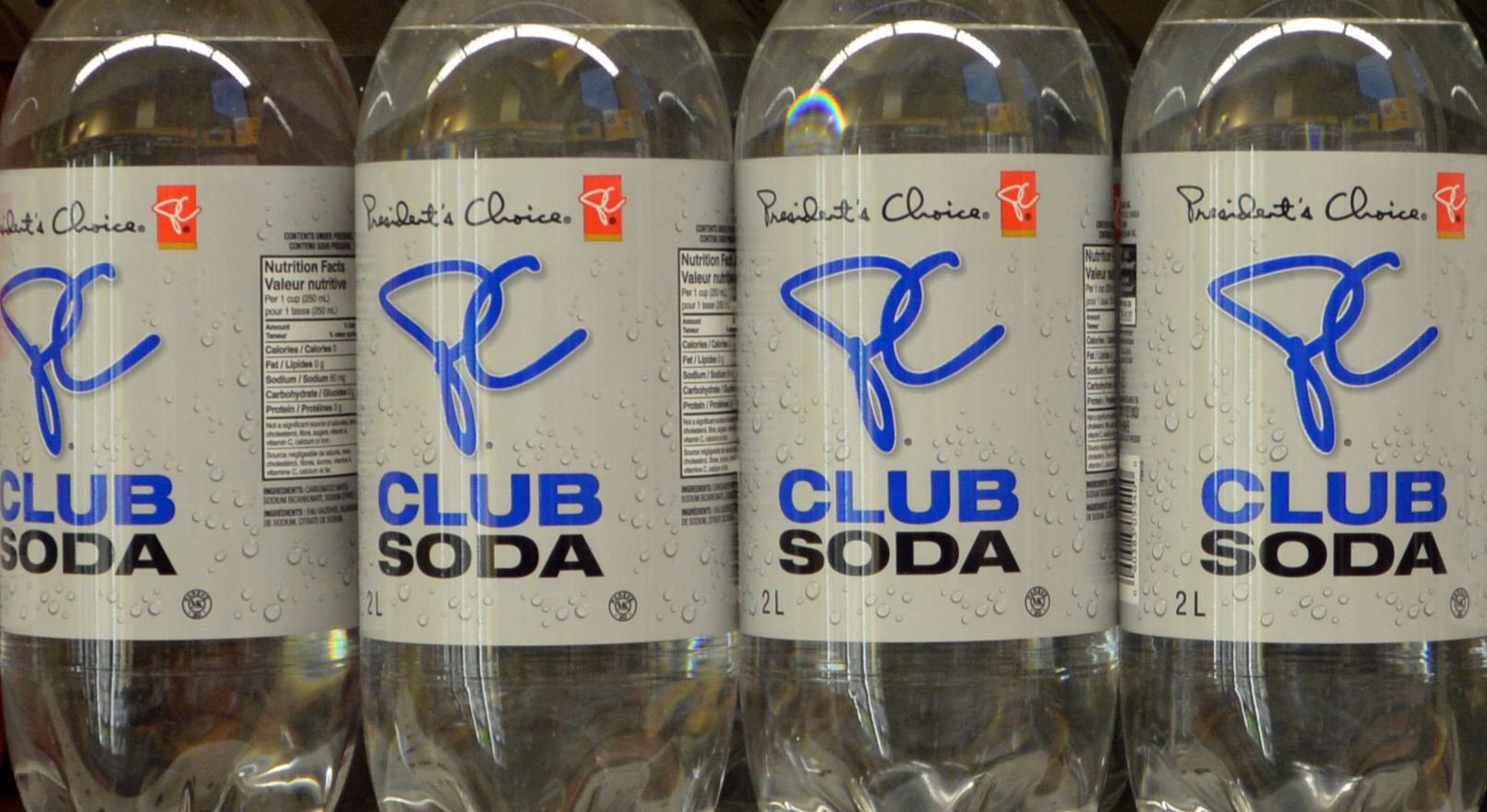
总裁首选苏打水

总裁首选（英語：President's Choice，缩写作PC）是一个加拿大自有品牌，由罗布劳有限公司所有。除了金融服务和手机服务之外，总裁首选还包括各种杂货和家用产品。在加拿大，总裁首选产品通常仅在罗布劳所有或附属商店出售，但一个值得注意的例外是总裁首选啤酒，其在安大略省也在国营的安省酒鋪和啤酒零售店出售。
2017年，总裁首选发起了“共餐”（英語：Eat Together）运动。